# Sitzwarte

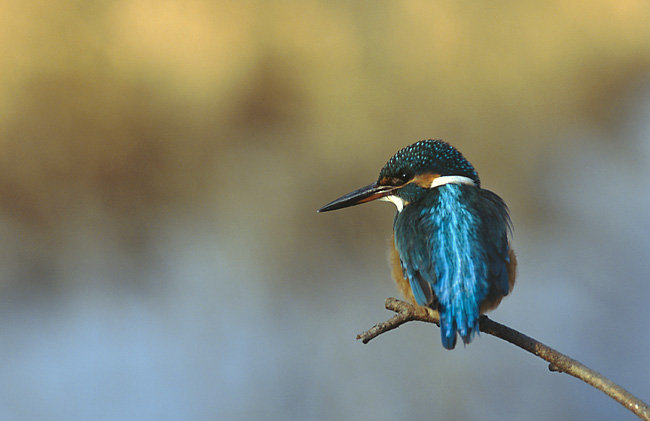
Eisvogel auf einer Sitzwarte

Sitzwarten sind erhöhte Positionen, die verschiedene Tiere zum artgerechten Leben benötigen. Viele Vogelarten, aber auch eine Reihe von Reptilien und Insekten sind auf Sitzwarten angewiesen. Diese werden vor allem für die Jagd (Ansitzjagd) benötigt, spielen bei verschiedenen Arten aber auch beim Imponierverhalten eine Rolle, bei Vögeln beispielsweise als Singwarte.

## Beschreibung

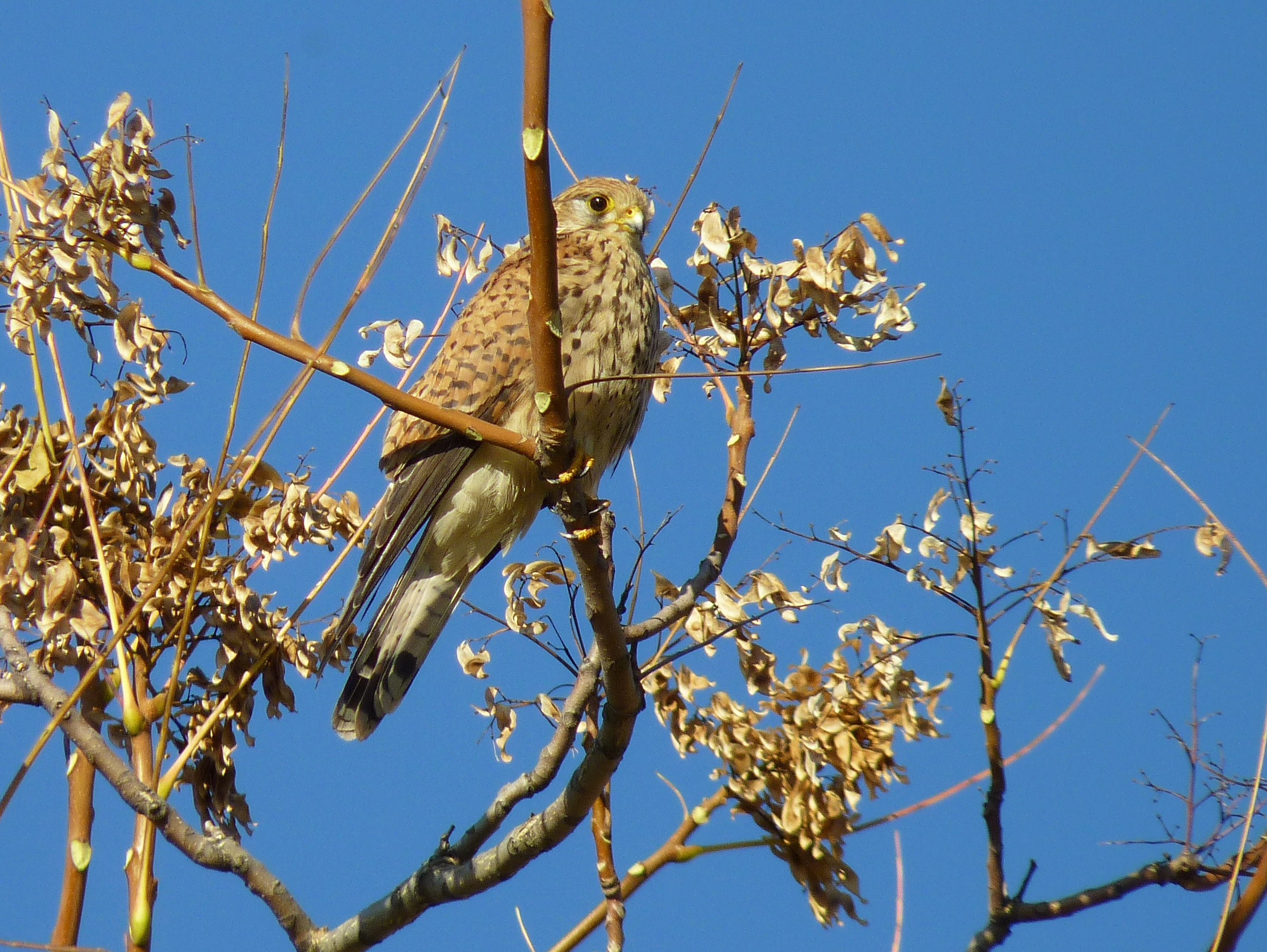
Im Winter erbeuten Turmfalken ihre Nahrung überwiegend von Sitzwarten aus.

Sitzwarten zeichnen sich durch ihre exponierte Lage aus. Das Tier hat von dort die Möglichkeit, relativ ungefährdet, stehend, sitzend oder liegend von der erhöhten Position aus ein bestimmtes Gebiet zu überblicken. Hierdurch wird viel Energie gespart, die beim Herumwandern oder Fliegen zur Erreichung des gleichen Ergebnisses nötig wäre.
Form und Lage einer Sitzwarte hängen wesentlich von artspezifischen Bedürfnissen ab, sie sind Teil der Ökologischen Nische des Tieres. Ein und dieselbe Warte kann daher von verschiedenen Arten in unterschiedlicher Weise genutzt werden. Sitzwarten haben meist eine erhebliche Bedeutung für Ernährung und Fortpflanzungserfolg eines Tieres, weshalb Individuen unterschiedlicher Arten wie auch Individuen derselben Art oft um diese Plätze konkurrieren.
Beispiele:
- Vögel benutzen im Allgemeinen Baumkronen, exponierte Äste von Bäumen und Stauden, Felsen, Mauern, Zäune, Pfähle, Lampenmasten und Ähnliches als Sitzwarten. Oft sind es dieselben Gewächse, z. B. Hecken und Dornengebüsche wie z. B. Weiß-, Schwarzdorn und Brombeere, die in ihrem Inneren dem Nestbau dienen, andererseits mit ihren ausladenden Ästen Sitzwarten für die Insekten jagenden Vögel bieten.
- Braunkehlchen bevorzugen 10–20 cm über die übrige Vegetation hinausragende Warten. Wie alle Bodenbrüter meiden sie jedoch Gebiete als Brutgebiete, in denen allzu viele Sitzwarten vorhanden sind, da hier die Gefahr seitens überlegenerer Ansitzjäger zu groß wäre.
- Eisvögel nutzen Äste oder Wurzeln vor oder in der Nähe der von ihnen angelegten Bruthöhlen und über kleinfischreichen Gewässern als Warten.
- Prachtlibellen (Calopteryx haemorrhoidalis), Grüne Keiljungfern (Ophiogomphus cecilia) und Große Moosjungfern (Leucorrhinia pectoralis) jagen von Sitzwarten nahe der Wasseroberfläche aus. Hierzu dienen ihnen besonnte Steine, Zweige, Halme und Sandbänke sowie Röhricht, Äste und Totholzstrukturen, die in oder nahe am Gewässer positioniert sind.
- Laubfrösche benutzen als Sitzwarten große, besonnte Blätter in Gewässern.

## Kulturelle Einflüsse
Bedingt durch die Umformung von Landschaften gingen viele als Sitzwarten geeignete Positionen der Natur verloren, was neben anderen Faktoren zu einem Zurückdrängen oder Aussterben von Arten beitrug. Andererseits schafft der Mensch Kulturlandschaften und Siedlungsräume, wodurch neue Sitzwarten entstehen, die Kulturfolgern die Möglichkeit bieten sich auszubreiten.
Beispiele:
- In Reblandschaften dienen Wingertpfähle vielen Vögeln als Sitzwarten.
- Stare und Schwalben sammeln sich häufig auf Telefon- oder Mittelspannungsleitungen.
- Möwen und andere Seevögel benutzen die Aufbauten von Schiffen als Sitzwarten, von denen aus sie fischen.

## Naturschutz
Die Erhaltung dezimierter oder vom Aussterben bedrohter Vogelarten wie beispielsweise der Neuntöter, der Raubwürger oder der Bergpieper erfordert neben anderen Maßnahmen die Anlage von Sitzwarten.
Steinschmätzer, die in felsigen Gebieten leben, bevorzugen Steinschüttungen, in die eine 0,5 bis 1 Meter hohe Holzstange eingelassen ist.

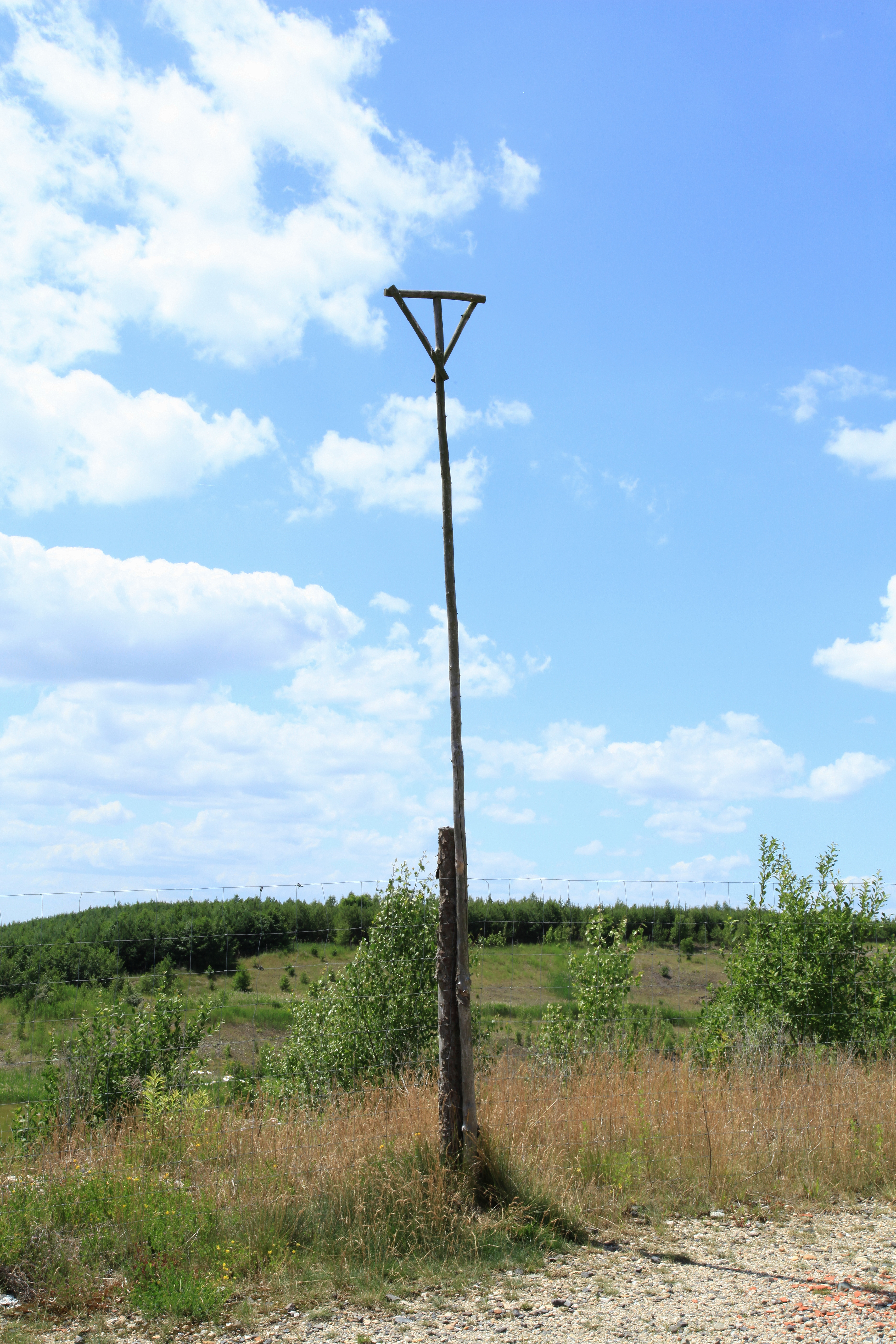
Eine Jule oder Sitzkrücke zur Erleichterung der Jagd

Im Winter erbeuten Turmfalken ihre Nahrung überwiegend von Sitzwarten aus. Wo diese im Ackerland fehlen, sind Turmfalken allein auf die kräftezehrende Flugjagd angewiesen. Mit einfach konstruierten Sitzkrücken, die über eine größere Fläche verteilt werden, lassen sich Ackerlandschaften als Jagdgebiet für Turmfalken erschließen. Besonders im Winter werden diese Hilfen von Turmfalken – ebenso wie von Eulen und Mäusebussarden – angenommen.
Sitzkrücken werden aber auch zum Schutz junger Bäume neben diesen errichtet, um zu verhindern, dass sich die Greifvögel auf den dünnen Spitzen der jungen Bäume niederlassen und diese beschädigen.
Großvögel, wie Schwarzstorch, Uhu, und Milan sitzen häufig auf Hochspannungsleitungen und den zugehörigen Masten. In Abstimmung zwischen Naturschutzorganisationen und Elektrizitätsversorgungsunternehmen werden daher Abdeckhauben angebracht oder spannungsführende Teile mit isolierendem Material versehen oder sogar die Masthöhe soweit erhöht, dass die Isolatoren (und damit die spannungsführenden Leitungen) nicht mehr stehend, sondern hängend an diesen angebracht werden können, was z. B. für den Uhu bedeutet, dass er beim Landen auf einem solchen Mast mit seinen Flügeln keinen Kurzschluss mehr erzeugt.
Vielfach werden Sitzkrücken/Sitzwarten für Greifvögel im Randbereich von Schnellstraßen und Autobahnen errichtet, was grundsätzlich abzulehnen ist.
Die Greifvögel warten hier auf überfahrenes Getier und geraten bei der Aufnahme selbst in Gefahr, überfahren zu werden. So kann eine Sitzwarte zur tödlichen Falle werden und widerspricht damit dem Tier- und Naturschutzgedanken.